# Kristian Kullamäe
Kristian Kullamäe (nacido en Tallinn, Estonia, el 25 de mayo de 1999) es un jugador de baloncesto estonio que actualmente pertenece a la plantilla del Bilbao Basket de la Liga ACB. Con 1,93 metros de altura juega en la posición de escolta. Es internacional con la selección de baloncesto de Estonia. 

## Trayectoria
Lindqvist es un jugador formado en el Audentes/Noortekoondis de su país natal en el que jugó desde 2014 a 2016. 
En 2016 se marcha a Alemania para jugar en las filas del Rockets Gotha en las que jugaría durante dos temporadas en la  Pro-A alemana.
La temporada 2018-19 forma parte de los Baunach Young Pikes, club de la Pro-A (segunda división) alemana, donde promedió 26,5 minutos y 13,4 puntos.
En julio de 2019, firma por el Real Canoe Natación Club Baloncesto Masculino para jugar en LEB Oro la temporada 2019-20. En el club madrileño disputó un total de 22 encuentros con una media de 11,9 puntos, 2,2 rebotes y 1,5 asistencias en los 22,24 minutos que jugó por encuentro.
En agosto de 2020, el jugador estonio firma por el San Pablo Burgos de Liga Endesa y el club burgalés cede al jugador a las filas del Palmer Alma Mediterránea Palma de la Liga LEB Oro para disputar la temporada 2020-21.
El 2 de agosto de 2022, firma por el BC Lietkabelis de la Lietuvos Krepšinio Lyga. En el conjunto lituano promedia  13,8 puntos, 3,7 asistencias y 3 rebotes por encuentro en liga doméstica y 10,9 puntos, 3,6 asistencias y 3,2 rebotes en Eurocup. 
El 28 de junio de 2023, firma por el Bilbao Basket de la Liga ACB.

### Selección nacional
En septiembre de 2022 disputó con el combinado absoluto estonio el EuroBasket 2022, finalizando en decimonovena posición, donde promedia 7 puntos, 4,6 asistencias y 2,8 rebotes. 
En 2023, disputa la fase de clasificación para el mundial, donde promedia 12,2 puntos, 3,5 asistencias y 4,2 rebotes, con un triple ganador ante Eslovenia incluido.

## Logros y reconocimientos

### Clubes
Bilbao Basket
FIBA Europe Cup (1): 2025.